# دنيس شيلر
دنيس شيلر (بالسويدية: Dennis Schiller)‏ هو لاعب كرة قدم سويدي في مركز الدفاع، ولد في 18 مايو 1965 في غوتنبرغ في السويد. شارك مع منتخب السويد لكرة القدم. أما مع النوادي، فقد لعب مع نادي غوتبورغ ونادي ليلستروم ونادي مولده.

## وصلات خارجية
- دنيس شيلر على موقع قاعدة بيانات كرة القدم.إي يو (الإنجليزية)
- دنيس شيلر على موقع ناشيونال فوتبول تيمز (الإنجليزية)
- دنيس شيلر على موقع عالم كرة القدم.نت (الإنجليزية)